# ۴۹ (میلادی)
۴۹ (میلادی) چهل و نهمین سال تقویم میلادی است.

## رویدادها
بر اساس مکان
امپراتوری روم
- امپراتور کلودیوس با خواهرزاده‌اش آگریپینا جوان (تاریخ تقریبی) ازدواج می‌کند و بیشتر قدرت واقعی به دست آگریپینا می‌افتد.[۱]
- سنکای جوان معلم خصوصی نرون می‌شود.[۲]
- ملانکوماس قهرمان بوکس در دویست و هفتمین دوره بازی‌های المپیک است.
- تاریخ احتمالی اخراج یهودیان از روم.[۳]
- نرون با کلودیا اکتاویا، دختر کلودیوس، نامزد می‌شود.[۴]
- آگریپینای کوچک، نامزد اول اکتاویا، لوسیوس جونیوس سیلانوس تورکواتوس را به زنای با محارم متهم می‌کند. او به سنا احضار و به اعدام محکوم می‌شود.[۵]
- در بریتانیا، فرماندار پوبلیوس اوستوریوس اسکاپولا، مستعمره ای برای کهنه سربازان رومی در کامولودونوم (کولچستر) تأسیس کرد. ورولامیوم (سنت آلبانز) احتمالاً در همان سال به عنوان یک شهرداری تأسیس شد. یک لژیون در مرزهای سیلورهای ولز جنوبی مستقر شد تا برای تهاجم آماده شود.[۶]

بر اساس موضوع
دین
- اولین شورای رسولان در اورشلیم (تاریخ تقریبی)[۷]
- پولس رسول دومین سفر تبلیغی خود را به همراه سیلاس آغاز می‌کند، در حالی که برنابا به همراه مرقس به قبرس می‌رود.[۸]
- کتاب عهد جدید رساله پولس به غلاطیان احتمالاً نوشته شده است.[۹]
- مسیحیت در اروپا، به ویژه در روم و فیلیپی (تاریخ احتمالی بر اساس گاهشماری برگرفته از اعمال رسولان) گسترش یافت.[۱۰]

## درگذشتگان
- لولیا پائولینا، اشراف‌زاده و ملکه رومی (متولد ۱۵ میلادی)

- ما یوان، ژنرال چینی سلسله هان (متولد ۱۴ پیش از میلاد)